# Campeonato Profesional 1960
Il Campeonato Profesional 1960 fu la 13ª edizione della massima serie del campionato colombiano di calcio, e fu vinta dal Santa Fe.

## Avvenimenti
Per la prima volta dal 1948 le squadre che disputano il campionato sono le stesse dell'edizione precedente. Il risultato del torneo fu lungamente incerto, con Santa Fe e América che si contesero il titolo; infine, a vincere fu il Santa Fe. L'Atlético Nacional registra una rosa interamente composta da giocatori colombiani.

## Partecipanti
- América de Cali
- Atlético Bucaramanga
- Atlético Nacional
- Cúcuta Deportivo
- Deportes Quindío
- Deportes Tolima
- Deportivo Cali
- Deportivo Pereira
- Independiente Medellín
- Millonarios
- Santa Fe
- Unión Magdalena

## Classifica finale
|                     | Pos. | Squadra                | Pt | G  | V  | N  | P  | GF | GS | DR  |
| ------------------- | ---- | ---------------------- | -- | -- | -- | -- | -- | -- | -- | --- |
| Colombia (bandiera) | 1.   | Santa Fe               | 61 | 44 | 22 | 17 | 5  | 95 | 64 | +31 |
|                     | 2.   | América de Cali        | 55 | 44 | 21 | 13 | 10 | 62 | 42 | +20 |
|                     | 3.   | Atlético Bucaramanga   | 54 | 44 | 20 | 14 | 10 | 74 | 53 | +21 |
|                     | 4.   | Deportivo Cali         | 49 | 44 | 20 | 9  | 15 | 76 | 71 | +5  |
|                     | 5.   | Independiente Medellín | 48 | 44 | 18 | 12 | 14 | 64 | 51 | +13 |
|                     | 6.   | Millonarios            | 45 | 44 | 16 | 13 | 15 | 69 | 57 | +12 |
|                     | 7.   | Deportes Tolima        | 45 | 44 | 16 | 13 | 15 | 82 | 85 | -3  |
|                     | 8.   | Deportes Quindío       | 45 | 44 | 15 | 15 | 14 | 65 | 70 | -5  |
|                     | 9.   | Atlético Nacional      | 37 | 44 | 15 | 7  | 22 | 66 | 72 | -6  |
|                     | 10.  | Unión Magdalena        | 30 | 44 | 9  | 12 | 23 | 56 | 84 | -28 |
|                     | 11.  | Cúcuta Deportivo       | 30 | 44 | 11 | 8  | 25 | 49 | 83 | -34 |
|                     | 12.  | Deportivo Pereira      | 29 | 44 | 8  | 13 | 23 | 57 | 83 | -26 |

Legenda:
         Campione di Colombia 1960 e qualificato alla Coppa Libertadores 1961
Note:
Due punti a vittoria, uno a pareggio, zero a sconfitta.

## Statistiche

### Primati stagionali
Record
- Maggior numero di vittorie: Santa Fe (22)
- Minor numero di sconfitte: Santa Fe (5)
- Miglior attacco: Santa Fe (95 reti fatte)
- Miglior difesa: América (42 reti subite)
- Miglior differenza reti: Santa Fe (+31)
- Maggior numero di pareggi: Santa Fe (17)
- Minor numero di vittorie: Deportivo Pereira (8)
- Maggior numero di sconfitte: Cúcuta (25)
- Peggiore attacco: Cúcuta (49 reti fatte)
- Peggior difesa: Deportes Tolima (85 reti subite)
- Peggior differenza reti: Cúcuta (-34)
- Partita con più reti: Unión Magdalena-Deportes Quindío 4-5; Santa Fe-Deportes Tolima 6-3; Santa Fe-Deportes Tolima 4-5

### Classifica marcatori
| Gol |  |  | Giocatore         | Squadra              |
| --- |  |  | ----------------- | -------------------- |
| 30  |  |  | Walter Marcolini  | Deportivo Cali       |
| 26  |  |  | Osvaldo Panzuto   | Santa Fe             |
| 25  |  |  | Américo Castromán | Deportivo Cali       |
| 24  |  |  | José Giarrizzo    | Atlético Bucaramanga |
| 23  |  |  | Onofre Benítez    | Deportes Quindío     |
| 22  |  |  | José Montanini    | Atlético Bucaramanga |
| 20  |  |  | Carlos Arango     | Unión Magdalena      |
| 20  |  |  | Eusebio Escobar   | Deportivo Pereira    |
| 19  |  |  | Alberto Perazzo   | Santa Fe             |
| 17  |  |  | Juan Manuel López | América de Cali      |